# AECマタドール
AECマタドールは、第二次世界大戦期にイギリスのアソシエイテッド・イクイップメント・カンパニー（以下AEC）で開発され、イギリス軍およびイギリス連邦軍で主に砲兵トラクターとして運用された、4×4輪駆動の軍用トラックである。

## 概要
AEC社では、第二次世界大戦以前から4×2輪駆動の軍用トラックを生産しており、これを4輪駆動としたものがAECマタドール（Model O853）である。平面的な部品で構成されたキャブオーバー型の4輪トラックで、荷台部分はフラットな床面を持ち、キャンバスカバーを掛けることが出来る。また、巻き上げ能力7トンのウィンチを装備している。初期に生産された物はガソリンエンジンを搭載していたが、途中からより出力の高い、AEC O853 7580cc ディーゼルエンジンに変更された。4×4輪駆動のAECマタドールは、"ドーチェスター"の通称で知られる、4×4輪駆動のAEC装甲指揮車のベースともなった。
AEC社では、マタドールのシャーシを延長し6×6輪駆動としたAECマーシャル（Model O854）も開発し、こちらもイギリス軍や英連邦軍で運用された。AECマーシャルもマタドールと同様に、6輪の装甲指揮車タイプのベース車両として使用されている。6×6輪駆動のAECマーシャルに対しても、"マタドール"の呼称が使われる事もあった。
AECマタドールは総計8,612両生産され、一部はイギリス空軍にも配備された。
イギリス陸軍では、AECマタドールはモーリスC8やスキャメル パイオニアなどと同じように、FAT（Field Artillery Tractors、野戦砲兵トラクター）として運用された。より小型のモーリスC8 FATは、QF 25ポンド砲などの牽引に使用され、大型のスキャメル パイオニアは、BL 7.2インチ榴弾砲などの牽引に使用されており、両者の中間であるAECマタドールは、BL 5.5インチ砲やQF 3.7インチ高射砲などの牽引用途に使用された。
イギリス空軍では、AECマタドールは汎用の輸送トラックとして使用された。6×6輪駆動のAEC マーシャルは2,500ガロン積載可能な燃料タンカーとして使用されたり、飛行艇であるショート サンダーランドを陸上で牽引する用途などで使用された。
1942年～1943年の北アフリカ戦線では、AECマタドールの荷台にオードナンス QF 6ポンド砲を搭載して対戦車自走砲に改造された車両が、ディーコン対戦車自走砲の名称で運用された。
AECマタドールは第二次世界大戦後もしばらく生産が続けられ、民間でも使用された。砲兵トラクターとして設計され、大径タイヤの装着など路外機動性に優れており、様々な方面で活躍した。

## バリエーション
AECマタドール 4×2
4×2輪駆動のカーゴトラック型で、この車種もマタドールと呼ばれる事があった。
AECマタドール 4×4
4×4輪駆動のカーゴトラック型、FAT（Field Artillery Tractors、野戦砲兵トラクター）型。モデル名 O853。
AEC装甲指揮車 4×4
4×4輪駆動の装甲指揮車両型。通称 AECドーチェスター。
AECマーシャル 6×6
6×6輪駆動のカーゴトラック型。モデル名 O854。この車種もマタドールと呼ばれる事があった。
AEC装甲指揮車 6×6
6×6輪駆動の装甲指揮車両型。モデル名 O857。
ディーコン対戦車自走砲
AEC マタドールに QF 6ポンド対戦車砲を搭載した自走砲。

## 画像

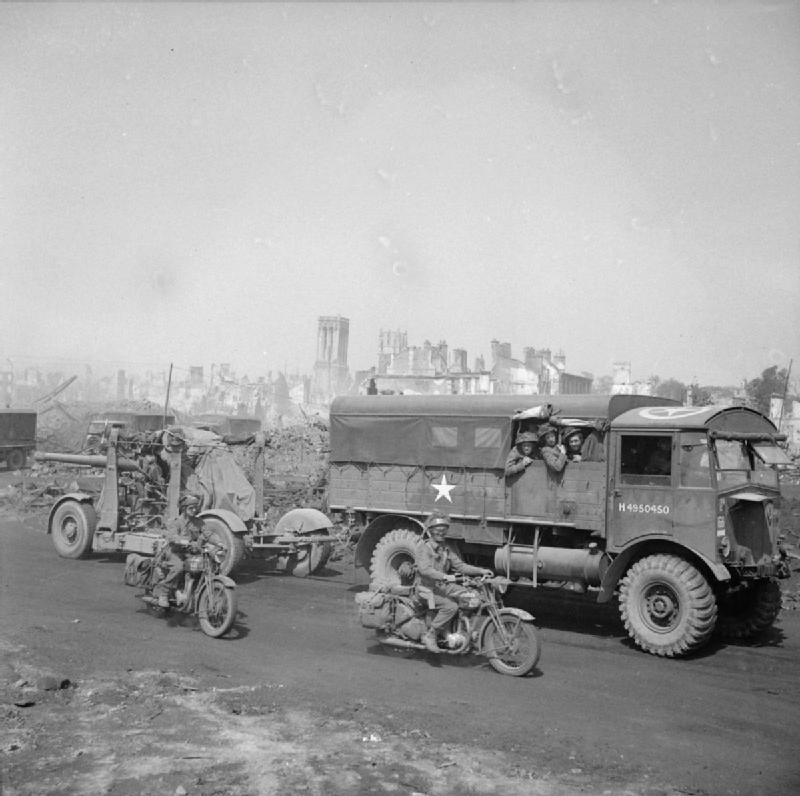
QF 3.7インチ高射砲を牽引するAECマタドール、1944年。
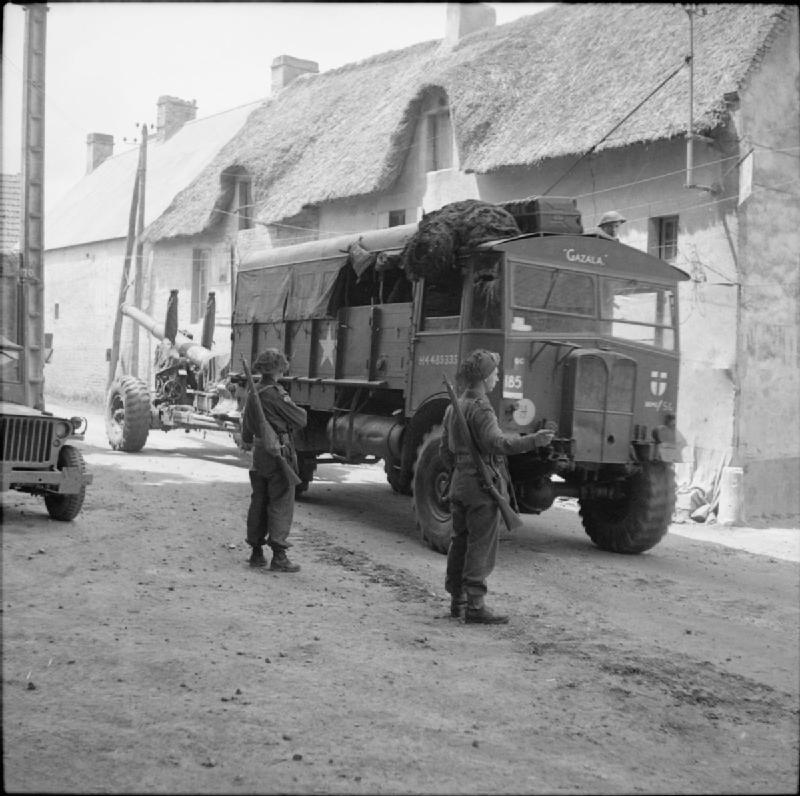
BL 5.5インチ砲を牽引するAECマタドール、1944年、ノルマンディー。
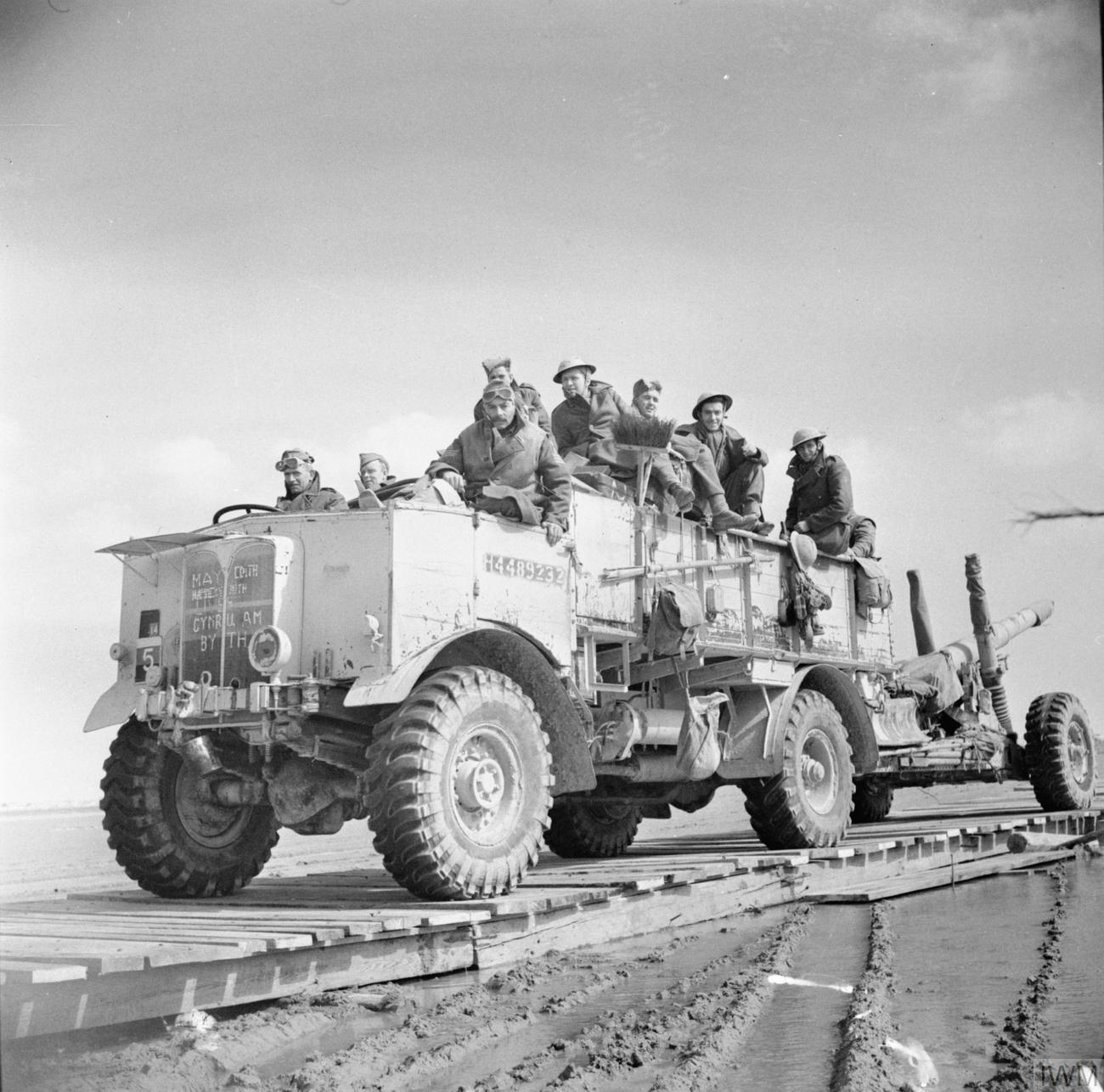
BL 4.5インチ砲を牽引するAECマタドール、1943年、北アフリカ戦線。
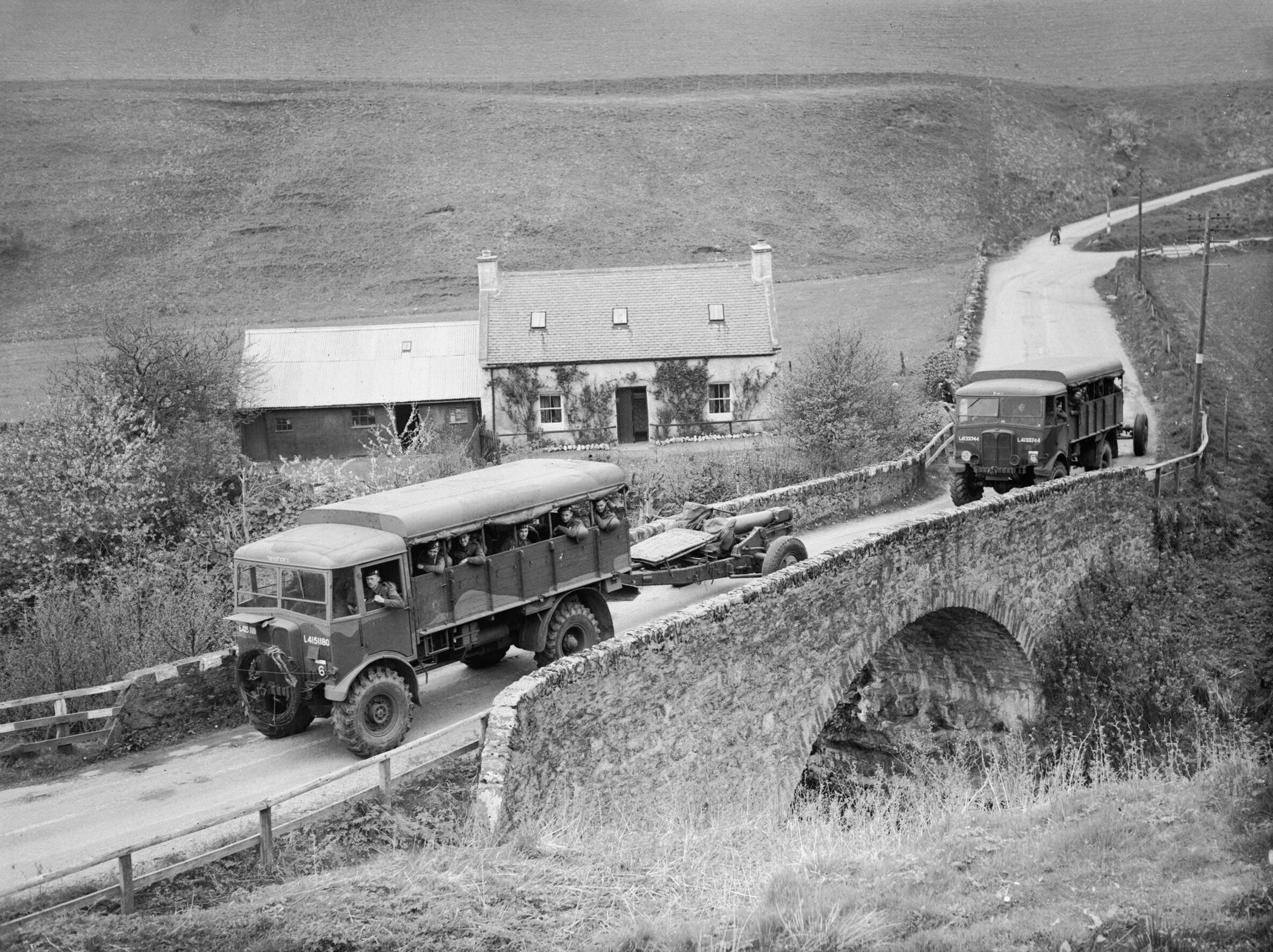
BL 6インチ 26cwt榴弾砲を牽引するAECマタドール、1941年。

## 使用国
- イギリス - イギリス陸軍、イギリス空軍
- カナダ
- オーストラリア